# Ingvar Rydell

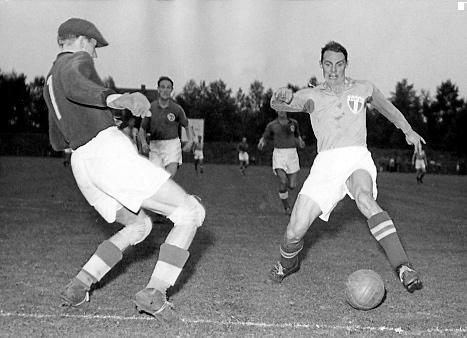
Ingvar Rydell i aktion för MFF i en vänskapsmatch mot Trelleborgs FF 1950.

Gustav Ingvar Rydell, född 7 maj 1922 i Bäcke, Älvsborgs län, död 20 juni 2013 i Höllviken, var en svensk fotbollsspelare (centerforward) som blev fyrfaldig svensk mästare för Malmö FF, vann VM-brons 1950 och olympiskt brons 1952. Rydell, som sammanlagt gjorde 14 landskamper, blev också allsvensk skyttekung säsongen 1949/50.

## Karriär
Rydell blev stor hjälte för sitt Billingsfors IK när han 1946 gjorde alla tre målen i hemmasegern med 3–0 över Landskrona BoIS i kvalspelet till Allsvenskan. Returen blev sedan en formsak som också den vanns, med 4–1, och laget hade nu skrivit historia då man för första gången säsongen 1946/47 skulle spela allsvensk fotboll. Det kommande fotbollsåret blev dock inte så framgångsrikt för nykomlingarna som slutade sist efter endast 3 inspelade poäng. Men Rydell hade ändå imponerat på fotbollssverige och värvades efter uttåget från den högsta serien av Malmö FF där han i sin första match på hemmaplan för skåningarna gjorde succé genom att göra fyra mål på AIK. Rydell, som var den ende i laget som inte talade skånska, kom att fortsätta i samma stil och fram till 1953 spelade han 210 matcher för MFF och gjorde 162 mål. Samtidigt vann klubben fyra stycken SM-guld och han själv skytteligan säsongen 1949/50.
I VM-turneringen i fotboll i Brasilien 1950 spelade Rydell centerforward i Sveriges segermatch mot Spanien.  
Rydells spelstil karakteriserades av en sällsynt genombrottsstyrka och han hade stor skottkraft i båda fötterna. Han var en så kallad "centertank" av det gamla slaget, från en tid då centerforwarden inte behövde ägna sig åt någonting annat än att anfalla. 
Ingvar Rydell avslutade sin fotbollskarriär i Billingsfors IK. Hans moderklubb var annars dalsländska Bäckefors IF.

## Meriter

### I klubblag
Malmö FF
- Svensk mästare (4): 1948/49, 1949/50, 1950/51, 1952/53

### I landslag
Sverige
- VM 1950: Brons
- OS 1952: Brons

### Individuellt
- Skyttekung i Allsvenskan 1949/50
- Mottagare av Stora grabbars märke, 1952

### Webbsidor
- Stora grabbar i svensk fotboll
- Lista på svenska landslagsmän, svenskfotboll.se, läst 2016 01 13